# Exochus albicinctus
Exochus albicinctus là một loài tò vò trong họ Ichneumonidae.